# Garbatkowate

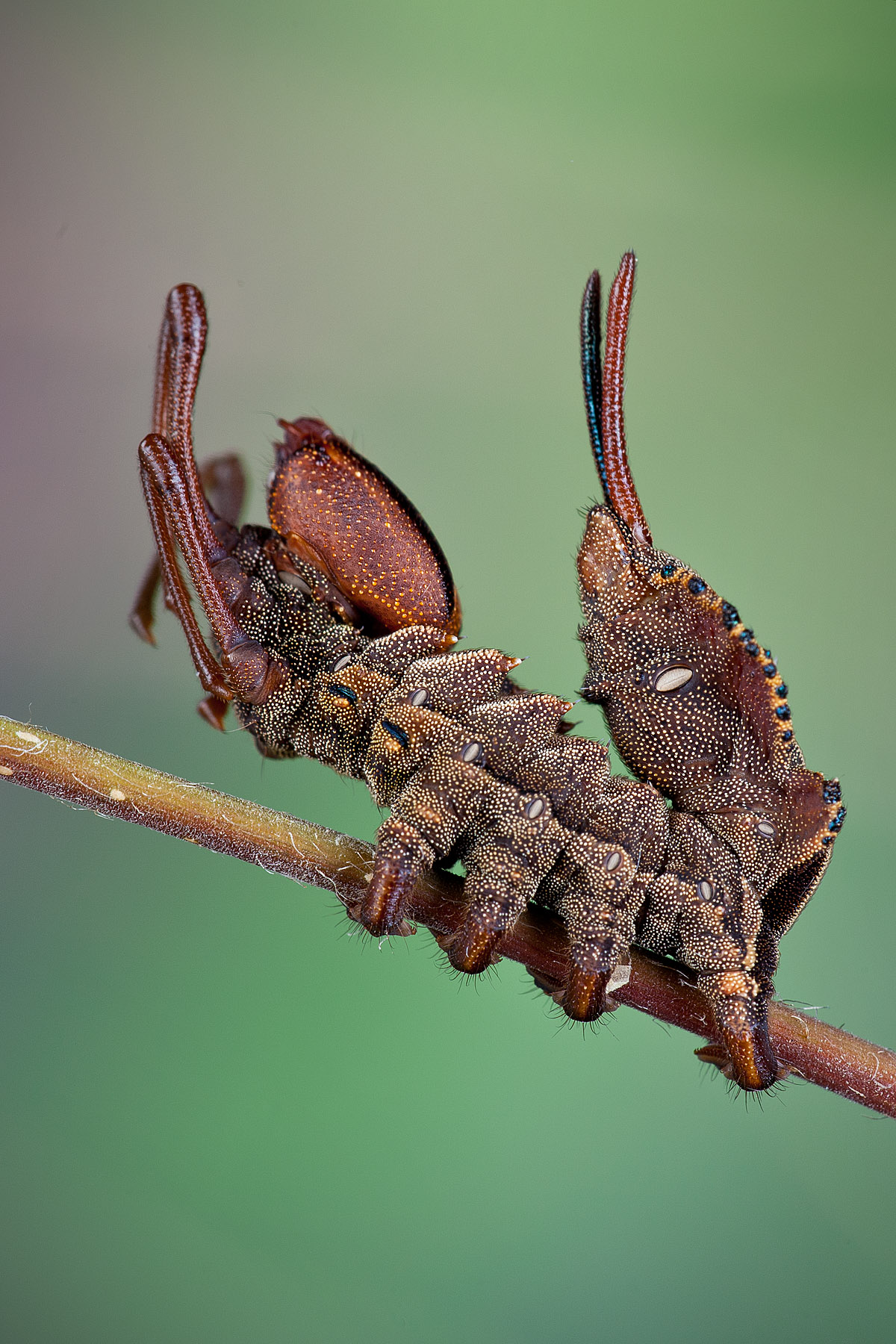
Gąsienica potwory buczynówki.

Garbatkowate (Notodontidae) – rodzina motyli z podrzędu Glossata. Obejmuje około 3800 opisanych gatunków.

## Opis
Motyle o krępym, zwykle obficie owłosionym ciele. Głowa najczęściej o zredukowanej ssawce i krótkich głaszczkach. Czułki u samców grzebykowate, u samic piłkowane, ząbkowane lub grzebykowate, ale o krótszych niż u samców ząbkach. Na goleniach występują ostrogi, których zesklerotyzowane wierzchołki mają piłkowane krawędzie. Zatułów z narządami bębenkowymi uformowanymi przez silnie wklęśniętą grzbietową część epimeronu zapiersia. Błona bębenkowa zwrócona jest brzusznie, a na pierwszym segmencie odwłoka brak zakrywającego ów narząd kapturka. U samic ósmy segment odwłoka u ma częściowo błoniaste pleura, a błona pomiędzy brodawkami analnymi a ostium torebki kopulacyjnej zaopatrzona jest w region gruczołowy. Samce mają na wierzchołku odwłoka kępkę długich, włosowatych łusek o piłkowanych lub prostych wierzchołkach.
Gąsienice z 4–5 parami posuwek, wyposażonych w pojedynczy rząd haczyków. Część gatunków ma na grzbiecie mięsiste garby, czasem duże i ostro zakończone. Inne mają odwłoki zakończone długimi widełkami. Krawędzie tnące żuwaczek mają gładkie. Poczwarki są walcowate, z tyłu zwężone, często z dobrze rozwiniętym kremastrem.

## Biologia i występowanie
W Polsce występuje 36 gatunków (zobacz: garbatkowate Polski). Zasiedlają głównie lasy, rzadziej parki czy ogrody. Gąsienice żerują na drzewach i krzewach liściastych. U korowódkowatych dzień spędzają we wspólnych oprzędach, a nocą wyruszają na żer. Owady dorosłe są aktywne nocą, chętnie przylatują do światła.

## Taksonomia
Na podstawie morfologicznej analizy filogenetycznej J.S. Miller wyróżnił 9 monofiletycznych podrodzin garbatkowatych:
- Thaumetopoeinae – korowódkowate
- Pygaerinae
- Platychasmatinae
- Notodontinae
- Phalerinae
- Dudusinae
- Heterocampinae
- Nystaleinae
- Dioptinae

Do żadnej z nich nie zaklasyfikował plemienia Hemiceratini i rodzaju Lirimiris.